# Дегу звичайний
Дегу звичайний (Octodon degus) — вид гризунів родини Віскашевих, що походить з Чилі. Інколи тварину називають «чагарниковим щуром» (хоча гризун не є родичем щура), чилійською білкою або «звичайним дегу», щоб відрізнити від решти представників роду Octodon. Інші представники також називаються дегу, але відрізняються додатковими прикметниками. Ці тварини близько споріднені до шиншил та морських свинок, інших представників парворяду Caviomorpha.

## Морфологія
Морфометрія. Довжина голови й тіла: 250—310 мм, довжина хвоста: 75—130 мм, довжина задньої ступні: 35–38 мм, довжина вух: 24–32 мм, вага : 170—300 грамів.
Опис. Має відносно великі очі й чудовий зір; цей гризун залежить від зору при виявленні хижаків. Також має хороший слух, що дозволяє йому обмінюватися звуковими сигналами з іншими представниками виду і знову ж таки вловлювати шум небезпеки. Має невеликий ніс і хороший нюх, який грає важливу роль у соціальному житті: маркування запахом є формою комунікації. Тіло компактне, коренасте, але здатне протиснутись у невеликий простір у випадку небезпеки. Лапи тонкі, але сильні. Дегу здатен добре лазити по перешкодах, стрибати (до 1,5 метрів) і швидко бігати.
Температура тіла: 37.9 °C. Середня тривалість життя дегу — 5–7 років. При небезпеці дегу може відкидати кінчик хвоста, який потім не відростає.

## Дегу та людина

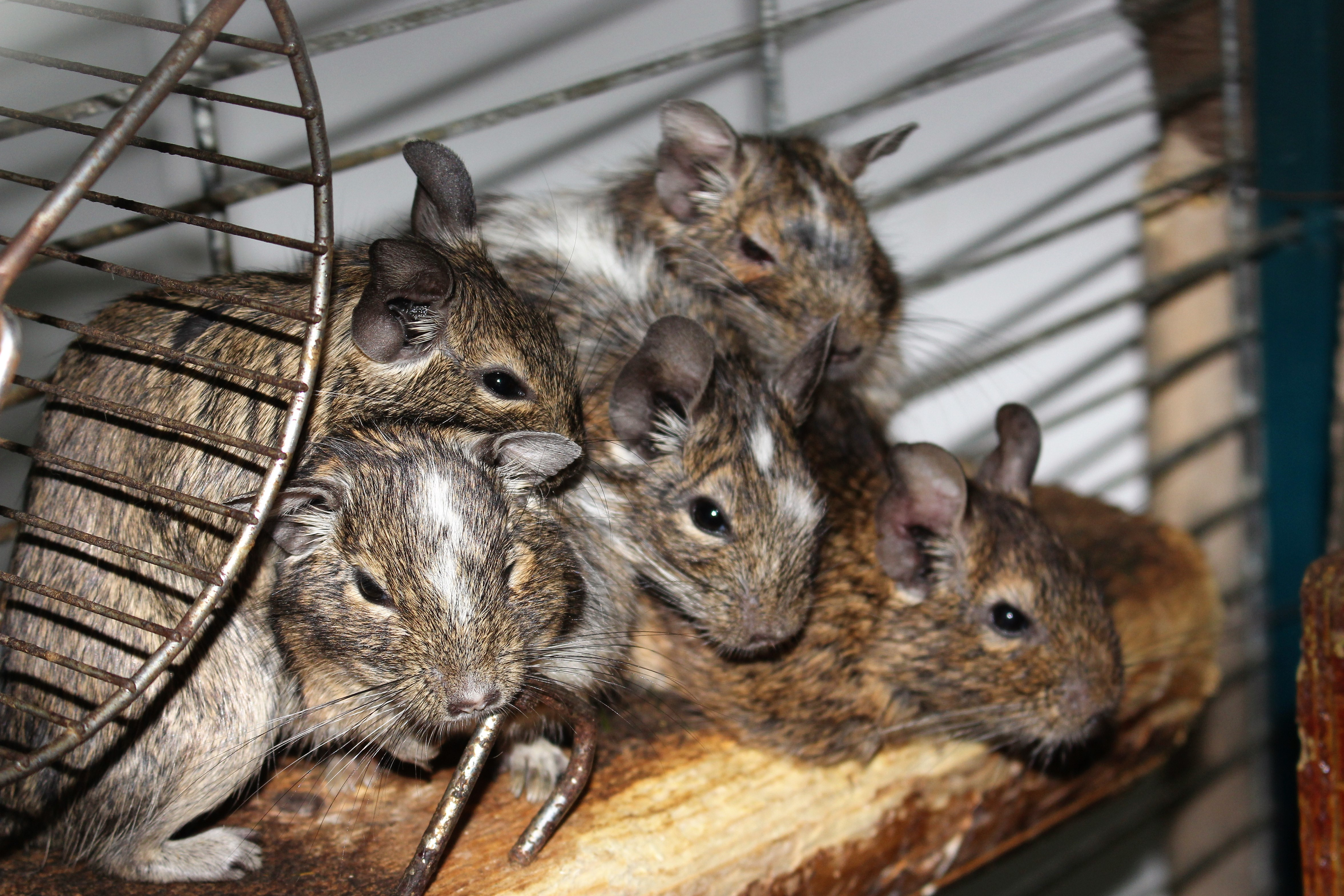
Дегу в неволі

У районах природного ареалу дегу є шкідником сільського господарства — вони здатні поїдати культивовані рослини, псувати сади тощо.
Крім того, дегу утримують як декоративних тварин у багатьох країнах світу.
Їх широко використовують для лабораторних досліджень, оскільки це зручний модельний організм для дослідження добових ритмів, розвитку цукрового діабету, хвороби Альцгеймера тощо.